# Antrogonodesmus curiosus
Antrogonodesmus curiosus är en mångfotingart som beskrevs av Hoffman 1959. Antrogonodesmus curiosus ingår i släktet Antrogonodesmus och familjen Chelodesmidae. Inga underarter finns listade i Catalogue of Life.